# Thomas Jäger
Thomas Jäger es un deportista alemán que compitió para la RFA en esgrima, especialista en la modalidad de florete. Ganó una medalla de plata en el Campeonato Mundial de Esgrima de 1973 en la prueba por equipos.

## Palmarés internacional
| Campeonato Mundial | Campeonato Mundial  | Campeonato Mundial | Campeonato Mundial  |
| Año                | Lugar               | Medalla            | Prueba              |
| ------------------ | ------------------- | ------------------ | ------------------- |
| 1973               | Gotemburgo (Suecia) | Medalla de plata   | Florete por equipos |